# Torneo Clausura 2014 (Honduras)
El Torneo Clausura 2013-14 de Honduras es el campeonato que definirá al campeón del Torneo Clausura 2014, equipo que obtendrá un cupo para la Concacaf Liga Campeones 2014-15. El campeonato se jugará mediante el sistema todos contra todos. Los primeros 6 equipos en la tabla clasificarán a la Liguilla. En este torneo habrá descensos, en el que se sumarán los puntajes de los dos torneos en la Tabla del Descenso, y el que menos puntos obtenga, descenderá el próximo torneo.

## Sistema de competición
El torneo de la Liga Nacional de Fútbol de Honduras, está conformado en dos partes.
- Fase de clasificación: Está integrada por las 18 jornadas del campeonato.
- Fase final: Está integrada por los partidos de repechaje, semifinal y final.

### Fase de clasificación
En la fase de calificación se observará el sistema de puntos. La ubicación en la tabla general está sujeta a lo siguiente:
- Por juego ganado se obtendrán tres puntos.
- Por juego empatado se obtendrá un punto.
- Por juego perdido no se otorgan puntos.

En esta fase participan los 10 clubes de la Liga Nacional de Fútbol de Honduras jugando el torneo con un sistema todos contra todos durante las 18 jornadas respectivas, a un solo partido.
Para determinar los lugares que ocuparán los clubes que participen en la Fase Final del Torneo se tomará como base la Tabla General de Clasificación.
Participan automáticamente por el título de Campeón de la Liga Nacional de Fútbol de Honduras los 6 primeros clubes de la Tabla Acumulada al término de las 18 jornadas.

### Fase final
Los seis clubes calificados para esta fase del torneo serán reubicados de acuerdo con el lugar que ocupen en la Tabla General al término de la jornada 18, con el puesto del número uno al club mejor clasificado, y así hasta el #6. Los partidos a esta fase se desarrollarán a visita, en las siguientes etapas:
- Repechajes
- Semifinales
- Final

Los clubes vencedores en los partidos de Repechaje y Semifinal serán aquellos que en los dos juegos anoten el mayor número de goles. De existir empate en el número de goles anotados, la posición se definirá a favor del club con mayor cantidad de goles a favor cuando actúe como visitante.
Si una vez aplicado el criterio anterior los clubes siguieran empatados, se observará la posición de los clubes en la Tabla General de Clasificación.
El club vencedor de la final y por lo tanto campeón, será aquel que en los dos partidos anote el mayor número de goles. Si al término del tiempo reglamentario el partido está empatado, se agregarán dos tiempos extras de 15 minutos cada uno. De persistir el empate en estos periodos, se procederá a lanzar tiros penales hasta que resulte un vencedor.
Los partidos de Repechaje se jugarán de la siguiente manera:
En las Semifinales participarán los dos Clubes vencedores de Repechaje, y los ya clasificados por haber obtenido el primero y segundo lugar de la Tabla general.

## Equipos por departamento
| Departamento      | N.º | Equipos                             |
| ----------------- | --- | ----------------------------------- |
| Cortés            | 3   | Marathon, Platense FC y Real España |
| Atlántida         | 3   | Parrillas One, Victoria y Vida      |
| Francisco Morazán | 2   | Motagua y Olimpia                   |
| Copán             | 1   | Deportes Savio                      |
| Colón             | 1   | Real Sociedad                       |

## Información de los equipos
| Equipos Participantes |                     |                                             |                           |                                  |        |                             |
| Equipo                | Ciudad              | Entrenador                                  | Patrocinador              | Estadio                          | Aforo  | Marca                       |
| Deportes Savio        | Santa Rosa de Copán | Mauro Reyes Raúl Martínez Sambulá           | Banco de Occidente, S.A.  | Sergio Reyes                     | 5,000  | Milan                       |
| Marathón              | San Pedro Sula      | Manuel Keosseian                            | Banco Continental         | Olímpico Metropolitano           | 45,000 | Joma                        |
| Motagua               | Tegucigalpa         | Diego Vásquez                               | Pepsi                     | Nacional                         | 35,040 | Joma                        |
| Olimpia               | Tegucigalpa         | Héctor Vargas                               | Coca-Cola                 | Nacional                         | 35,040 | Archivo:213p U m A.png Puma |
| Parrillas One         | Tela                | Carlos Tábora                               | Parrillas y Repuestos One | Estadio León Gómez               | 5,000  | TYC                         |
| Platense              | Puerto Cortés       | Guillermo Bernárdez                         | Asiatikos Parts           | Excelsior                        | 12,000 | Kaiser                      |
| Real España           | San Pedro Sula      | Hernán Medford                              | Bimbo                     | Francisco Morazán                | 20,000 | Lotto                       |
| Real Sociedad         | Tocoa               | Héctor Castellón                            | Banco Continental         | Estadio Francisco Martínez Durón | 10,000 | Milan                       |
| Victoria              | La Ceiba            | Carlos Martínez                             | Leyde                     | Ceibeño                          | 25,055 | Patrick                     |
| Vida                  | La Ceiba            | Jorge Ernesto Pineda Hernán García Martínez | Leyde                     | Ceibeño                          | 25,055 | Archivo:213p U m A.png Puma |

## Balón del torneo
El balón oficial de la Liga Nacional de Fútbol de Honduras es el "Calcio LNP", fabricado por la empresa inglesa Mitre. El balón está aprobado por la FIFA y por la Liga Nacional de Fútbol de Honduras; este balón se utiliza desde el Torneo Clausura 2013 (Honduras).

## Torneo Regular
| Marathón       | 1 - 1 | Parrillas One     | Estadio Olímpico       | 11 de enero | 18:00 |
| Olimpia        | 1 - 1 | Real Sociedad     | Estadio Carlos Miranda | 12 de enero | 15:30 |
| Deportes Savio | 0 - 1 | Motagua           | Estadio Sergio Reyes   | 12 de enero | 15:00 |
| Victoria       | 1 - 1 | Real C. D. España | Estadio Ceibeño        | 12 de enero | 15:00 |
| Platense FC    | 2 - 2 | Vida              | Estadio Excelsior      | 12 de enero | 15:00 |

## Tabla general
|  |     | Equipos de fútbol | PJ | G | E | P | GF | GC | Pts |
|  | --- | ----------------- | -- | - | - | - | -- | -- | --- |
|  | 1.  | Real España       | 18 | 8 | 6 | 4 | 29 | 21 | 30  |
|  | 2.  | Olimpia           | 18 | 8 | 5 | 5 | 33 | 26 | 29  |
|  | 3.  | Real Sociedad     | 18 | 8 | 4 | 6 | 31 | 24 | 28  |
|  | 4.  | Platense          | 18 | 6 | 7 | 5 | 25 | 30 | 25  |
|  | 5.  | Motagua           | 18 | 6 | 6 | 6 | 24 | 23 | 24  |
|  | 6.  | Parrillas One     | 18 | 7 | 3 | 8 | 26 | 27 | 24  |
|  | 7.  | Victoria          | 18 | 7 | 3 | 8 | 25 | 26 | 24  |
|  | 8.  | Deportes Savio    | 18 | 6 | 5 | 7 | 28 | 32 | 23  |
|  | 9.  | Vida              | 18 | 5 | 6 | 7 | 25 | 27 | 21  |
|  | 10. | Marathón          | 18 | 4 | 5 | 9 | 20 | 30 | 17  |

- Datos: Q15633808